# Cantón de Savenay
El cantón de Savenay era una división administrativa francesa, que estaba situada en el departamento de Loira Atlántico y la región de Países del Loira.

## Composición
El cantón estaba formado por ocho comunas:
- Bouée
- Campbon
- La Chapelle-Launay
- Lavau-sur-Loire
- Malville
- Prinquiau
- Quilly
- Savenay

## Supresión del cantón de Savenay
En aplicación del Decreto nº 2014-243 de 25 de febrero de 2014, el cantón de Savenay fue suprimido el 22 de marzo de 2015 y sus 8 comunas pasaron a formar parte del nuevo cantón de Blain .